# Born of Hope
Born of Hope: The Ring of Barahir is een fantasyfilm van regisseur Kate Madison uit 2009. Het is een fanfilm gebaseerd op de wereld van Midden-aarde zoals beschreven in In de ban van de ring van J.R.R. Tolkien.
Het is een ongeautoriseerde en onofficiële film. De film duurt 71 minuten en werd opgenomen in West Stow Anglo-Saxon Village in Suffolk, Epping Forest in Noord-Wales, Snowdonia National Park, Clearwell Caves, en Brecon Beacons. De film werd door de makers vrij toegankelijk op Dailymotion en YouTube geplaatst.

## Het verhaal
Tegen het einde van de Derde Era neemt Sauron in macht toe, hij stuurt orks uit om de laatste nazaten van Elendil te doden. Dirhael, Ivorwen en hun dochter Gilraen vluchten uit hun dorp en worden aangevallen door orks, ze worden gered door een groep dolers onder leiding van Arathorn II. Gilraen wordt verliefd op Arathorn.
Arador, leider van de dolers, verjaagt succesvol de orks, terwijl Arathorn ontdekt dat de orks Sauron dienen en op zoek zijn naar de Ring van Barahir. Na enig uitstel trouwen Arathorn and Gilraen.
Een jaar later wordt Arador gedood door een trol en Arathorn volgt hem op. Gilraen krijgt een zoon, Aragorn. De vrede lijkt wedergekeerd, totdat Elrond het bericht stuurt dat het weer gevaarlijker wordt en vraagt of Gilraen en baby Aragorn naar Rivendel komen. Nog voordat ze kunnen vertrekken wordt het dorp door orks aangevallen, in dit geval en de nasleep ervan komen Arathorn en zijn goede vriendin Elgarain om het leven. Aragorn en zijn moeder Gilraen worden veilig naar Rivendel geleid.

## Cast
| Acteur                               | Personage                                          | Opmerking                          |
| ------------------------------------ | -------------------------------------------------- | ---------------------------------- |
| Christopher Dane                     | Arathorn II                                        |                                    |
| Beth Aynsley                         | Gilraen                                            |                                    |
| Iain Marshall                        | Arador, leider van de Dúnedain, vader van Arathorn |                                    |
| Andrew McDonald                      | Dirhael, vader van Gilraen                         |                                    |
| Philippa Hammond                     | Ivorwen, moeder van Gilraen                        |                                    |
| Howard Corlett                       | Halbaron, Arathorns tweede man                     | personage gecreëerd voor deze film |
| Kate Madison                         | Elgarain, doler en vriendin van Arathorn           | personage gecreëerd voor deze film |
| Matt Kennard en Sam Kennard          | Elladan en Elrohir, zonen van Elrond               |                                    |
| Luke Johnston                        | Aragorn II, zoon van Arathorn                      |                                    |
| Danny George                         | Dirhaborn, een doler                               | personage gecreëerd voor deze film |
| Amani Johara                         | Evonyn, vrouw van Halbaron                         | personage gecreëerd voor deze film |
| Raphael Edwards                      | Mallor, een doler                                  | personage gecreëerd voor deze film |
| Ollie Goodchild en Lars Mattes       | Halbarad, zoon van Halbaron                        |                                    |
| Phoebe Chambers en Amylea Meiklejohn | Maia, een vluchteling                              | personage gecreëerd voor deze film |
| Tom Quick                            | Dorlad, broer van Gilraen                          | personage gecreëerd voor deze film |
| Richard Roberts                      | Shaknar, ork                                       | personage gecreëerd voor deze film |
| Lewis Penfold                        | Gorganog, ork                                      | personage gecreëerd voor deze film |
| Daniel Tyler-Smith                   | vader van Maia                                     | personage gecreëerd voor deze film |